# Nicolas Bourbaki
Nicolas Bourbaki je pseudonim pod kojim objavljuje grupa francuskih matematičara. Grupa je osnovana 1934. – 1935. godine s ciljem da objavljivanjem sustavno sastavljenog opusa modernizira korpus standardnih znanja tadašnjih francuskih matematičara. Među osnivačima su bili Henri Cartan, André Weil, Claude Chevalley, Jean Delsarte i Jean Dieudonné. Sredinom 20-tog stoljeća Bourbaki je imao veliki utjecaj na prezentaciju matematike i matematičko obrazovanje u cijelom svijetu. Taj njihov utjecaj je često i kritiziran jer je Bourbakijev stil neprimjereno oponašan i u školama općeg tipa, na primjer u većinom neuspjeloj reformi obrazovanja u SAD-u, 'New Math'. Glavno i nedovršeno Bourbakijevo djelo su Elementi matematike, višetomna prezentacija ustaljenih znanja u nekoliko temeljnih matematičkih disciplina s potpunim matematičkim dokazima.

## Vanjske povezice
- Službena stranica weba grupe L'Association des Collaborateurs de Nicolas Bourbaki
- Arhiv grupe